# 大阪産業大学
大阪産業大学（おおさかさんぎょうだいがく、英語: Osaka Sangyo University）は、大阪府大東市中垣内3-1-1に本部を置く日本の私立大学。1928年創立、1965年大学設置。大学の略称は大産大。
略称では大産（だいさん）、大産大、またはOSU（オーエスユー）と呼ばれているが、学会などでの略称は阪産大となることが多い。

## 概観

### 大学全体
1928年（昭和3年）に瀬島源三郎が設立した大阪鉄道学校を前身とする大学である。

### 建学の精神（校訓・理念・学是）
交通・産業教育に加えて、人間形成、創造性開発に重点をおく人材を育成し、自己確立の信念に生きる人づくり、即ち「偉大なる平凡人たれ」を建学の精神とする独自の学風を掲げた。深い人生観と広い世界観を養うとともに、新しい産業社会の発展と人類の福祉に寄与できる世界的視野に立つ近代的産業人の育成を目的としている。

### 学風および特色
6学部13学科（国際学部：国際学科、スポーツ健康学部：スポーツ健康学科、経営学部：経営学科・商学科、経済学部：経済学科・国際経済学科、デザイン工学部：情報システム学科・建築・環境デザイン学科、環境理工学科、工学部：機械工学科・交通機械工学科・都市創造工学科・電子情報通信工学科）を擁する総合大学。いわゆる研究型大学というよりは資格や実学を重視した教育が特徴で、経営学部にファッションビジネスに特化したファッションビジネスコースやスポーツビジネスに特化したスポーツキャリアコース、経済学部に公務員試験合格を目指した公務員コースのほか、観光ビジネスコースや上級キャリアコース、工学部の交通機械工学科には、全国的にも珍しい鉄道を専門的に学ぶ鉄道工学コースが設置されている。また、交通機械工学科では卒業（指定科目の単位取得が前提）と同時に二級自動車整備士の受験資格が得られるほか、経営学科（ファッションビジネスコース）では2級衣料管理士、都市創造工学科では測量士補、電子情報通信工学科では第一級陸上特殊無線技士、第二級海上特殊無線技士等の資格が得られる（指定科目の単位取得が前提）など、資格取得を重視する傾向が強い。
また、地域連携型のプロジェクトが盛んで、スポーツを通じて地域の人々が交流する「いきき大東スポーツクラブ」のほか、ゼミ単位でも大東商工会議所等と合同プロジェクトを実施している。
社会人基礎力の育成を目指し、学生が主体となり活動を行う「プロジェクト共育」では、乾電池を動力源とする手作り自動車の競技会（Ene-1 GP）で毎年表彰台に上がっており、ロボット格闘技大会（ROBO-ONE）でもチャンピオンを獲得、また鳥人間コンテストへの出場も果たしている。過去にはソーラーカーレースでの世界的活躍やバイオ燃料エンジンの車でのダカール・ラリーの完走といった華やかなプロジェクトもあった。
学生は約8000人で、クラブ活動やサークル活動も盛んであり、硬式野球部・サッカー部・バスケットボール部・バレーボール部などの活躍が目立つ。
近年では男子バレーボール部が全日本インカレに出場、スキー競技部からワールドカップ（女子モーグル）の日本代表に選出されるなどの実績がある。

## 沿革

### 略歴
- 1928年11月 - 瀬島源三郎が大阪鉄道学校を大阪市北区兎我野町に創立
- 1944年4月 - 財団法人大阪鉄道学校設立
- 1950年4月 - 大阪交通短期大学を設立。運輸科第2部を設置
- 1951年3月 - 学校法人大阪交通学園に改称
- 1965年4月 - 大阪交通大学を設立。経営学部（経営学科）及び工学部（第一部・第二部機械工学科、第一部・第二部交通機械工学科）を設置
- 1965年10月 - 大阪交通大学を大阪産業大学と改称
- 1966年4月 - 大阪産業大学短期大学部を設立
- 1967年3月 - 大阪交通短期大学を廃止。工学部に第一部土木工学科を増設
- 1975年4月 - 学校法人大阪産業大学に改称
- 1984年4月 - 工学部に第一部電気電子工学科を増設
- 1986年4月 - 経済学部（経済学科）を設置
- 1988年4月 - 英称をOsaka Industrial UniversityからOsaka Sangyo Universityに変更。大学院を設置（工学研究科土木工学専攻修士課程、電気電子工学専攻修士課程）
- 1989年4月 - 大学院工学研究科に機械工学専攻修士課程を増設
- 1990年4月 - 工学部に第一部情報システム工学科、環境デザイン学科を増設
- 1994年4月 - 大学院工学研究科にシステム工学専攻修士課程、環境デザイン専攻修士課程を増設
- 1995年4月 - 経営学部に流通学科を増設
- 1996年4月 - 大学院工学研究科に生産システム工学専攻博士後期課程、環境開発工学専攻博士後期課程を設置
- 1998年4月 - 大学院経済学研究科アジア地域経済専攻修士課程を設置
- 1999年4月 - 大学院経営・流通学研究科流通システム専攻修士課程を設置
- 2000年4月 - 大学院経済学研究科にアジア地域経済専攻博士後期課程を設置。工学部第二部機械工学科と第二部交通機械工学科を夜間主コースに改める。大阪駅前第4ビルに、サテライトキャンパスを設置
- 2001年4月 - 人間環境学部（文化環境学科・都市環境学科）を設置。大学院経済学研究科に現代経済システム専攻博士前期課程を増設
- 2003年4月 - 大学院経営・流通学研究科の流通システム専攻修士課程を経営・流通専攻修士課程に改称
- 2004年4月 - 大学院工学研究科にアントレプレナー専攻博士前期課程を設置。工学部の土木工学科を都市創造工学科に、大学院工学研究科の土木工学専攻博士前期課程を都市創造工学専攻博士前期課程に改称。文部科学省「特色ある大学教育支援プログラム（特色GP）」に採択
- 2005年4月 - 大学院人間環境学研究科人間環境学専攻修士課程を設置
- 2006年4月 - 大学院経営・流通学研究科を課程変更（経営・流通専攻博士後期課程を設置）。大学院工学研究科の電気電子工学専攻博士前期課程を電子情報通信工学専攻博士前期課程に改称。サテライトキャンパスを大阪駅前第3ビルに移転。工学部都市創造工学科の土木・環境総合コース（2014年以降卒業生は総合コース）が日本技術者教育認定機構（JABEE）認定プログラムとなる
- 2007年11月 - 大学院人間環境学研究科の課程を変更（人間環境学専攻博士後期課程を増設）。大阪産業大学孔子学院を、サテライトキャンパスに併設
- 2008年
  - 4月 - 人間環境学部の文化環境学科を文化コミュニケーション学科に、都市環境学科を生活環境学科に名称変更。人間環境学部にスポーツ健康学科を増設。工学部の環境デザイン学科を建築・環境デザイン学科に名称変更
  - 11月 - 学園創立80周年記念式典を挙行
- 2009年11月 - リーマン・ショック等の影響により、資産運用を目的とする金融取引で、少なくとも40億円にのぼる評価損が発生していることが明らかとなった
- 2011年4月 - 経営学部の流通学科を商学科に名称変更
- 2012年4月 - 工学部の情報システム工学科と建築・環境デザイン学科を改組・再編の上、関西地区の大学では初となるデザイン工学部を設置（情報システム学科・環境デザイン学科）。大学院工学研究科に交通機械工学専攻を増設
- 2013年4月 - 大阪産業大学短期大学部学生募集停止
- 2015年11月 - 大学開学50周年記念式典を挙行
- 2017年4月 - 人間環境学部の文化コミュニケーション学科を国際学部（国際学科）に、スポーツ健康学科をスポーツ健康学部（スポーツ健康学科）に改組。また、人間環境学部生活環境学科はデザイン工学部の環境理工学科に改組
- 2025年4月 - 工学部とデザイン工学部を改組し、情報デザイン学部、建築・環境デザイン学部、システム工学部の3学部を開設予定

## 基礎情報

### 所在地
- 大阪府大東市中垣内3-1-1
- 梅田サテライトキャンパス（大阪府大阪市北区梅田1-1-3大阪駅前第3ビル19階）

### 象徴
- 校章は「学」の文字と「交」の文字を組み合わせたものである。
- 校章とは別に2006年（平成18年）には、無限大を表す「∞」の記号をモチーフに大阪産業「Osaka Sangyo」の「O」と「S」の文字を組み合わせたシンボルマークの使用が開始された。
- スクールカラーは紺色が定められている。ただし、学校法人を表す場合はえんじ色が用いられている。

### 校歌
- 1966年（昭和41年）に『大阪産業大学校歌』（作詞：小野十三郎、作曲：芥川也寸志）を制定。校内で使用されるチャイムにも校歌のサビが用いられている。

## 歴代理事長
- 初代 瀬島源三郎（1944年-1971年、日本大学高等師範部卒業）
- 第2代 大谷貴義（1971年-1972年）
- 第3代 長藤友三郎（1972年-1978年）
- 第4代 西島伊武（1978年-1987年）
- 第5代 大西利治（1987年-1993年）
- 第6代 古谷七五三次（1993年-2009年、大阪経済大学卒業、旭日中綬章）
- 第7代 土橋芳邦（2009年-2014年、クボタ相談役、元代表取締役社長・会長）
- 第8代 土肥孝治（2014年-2017年、元検事総長、弁護士）
- 第9代 吉岡征四郎（2017年-2020年、大阪ガス 元副社長）
- 第10代 北前雅人（2020年-、大阪ガス 元副社長）

## キャンパス
キャンパスは東西に広大で、野崎にある中央キャンパスと東キャンパスがメインキャンパスとなる。生駒キャンパスは研修センターやグラウンドがあるのみで講義や研究の施設はない。
中央キャンパスは主に文系が中心である。中央キャンパスでは、1996年に当時としては珍しかったファストフードの学内店舗（ファーストキッチン）を設置した（後に閉店。現在は1階がランゲージ・カフェ、2階がスタディ・ホールとなっている）。また、大学生協の代わりとしてローソンを開店させたが2017年2月3日をもって閉店し、現在は生活彩家に代わっている。
東キャンパスにデザイン工学部・工学部・工学研究科が集中しており、自動車整備実習用の設備などがある。また附属機関である大阪桐蔭中学校・高等学校が、西キャンパス全体と東キャンパスの一部に併設されている。

## サテライトキャンパス
大阪産業大学は、2000年4月に大阪駅前第4ビルにサテライトキャンパスを設置、その後2006年4月に大阪駅前第3ビルに移転した。本キャンパスでは、社会人のための大学院コース（経済学研究科博士前期課程）「梅田サテライトコース」が開講されている。また、市民を対象とした講演会、シンポジウム、学会・研究会なども行われている。2013年5月にパピルスメイト(証明書発行機)が設置された。また、2016年4月に大阪産業大学キャリアセンターのブースを開設し、学生の就職活動の拠点として利用することができるようになっている。

## 大阪産業大学孔子学院
2007年、大阪産業大学は、中国と日本の教育分野における協力を一層強化し、中国語教育の発展を支持及び促進するために、中国国際中文教育基金会との合意により「大阪産業大学孔子学院」をサテライトキャンパスに併設した。大阪市と上海市が姉妹都市関係であることから、上海外国語大学を中国でのパートナー校として共同運営している。
現在同学院では、社会人に対する中国語講座をはじめとして、中国語講師の養成、中国留学への支援、中国語スピーチコンテスト、中国文化及び経済に関する講座、シンポジウムなどを定期的に開催している。

## 教育および研究

### 研究
- 「放射性物質及び緊急の対応を要する有害有機物質の固相系における動態と対策新技術に関する研究拠点」：平成24年～28年（5年）
- 「新産業創生指向材料の開発と生産に関する研究」：平成13年〜17年度
- 「革新的な無消耗放電加工電極の開発」：平成14～15年度
- 「地域産業創成型有害物質新制御システムの開発に関する研究」：平成14年〜18年度
- 「大東ダイナミックプロジェクト」：平成16年度
- 「金型によるファインピッチ電子回路パターニングに関する研究」：平成16～17年度
- 「高温過熱水蒸気による汚染土壌等中有害有機物の新分解装置の開発」：平成16～17年度
- 「中堅・中小製造業でのデジタルものづくりイノベーション推進中核人材の育成」：平成17年度
- 「マイクロ波を用いた超高温過熱水蒸気発生装置の開発」：平成17年度（再委託）
- 「三次元ナノ階層構造形成技術による高度機能部材の開発」：平成17～19年度
- 「アジアの経済統合とそれがEU型共同体に発展する可能性に関する学際的、国際的共同研究」：平成17年度～21年度
- 「高速光情報処理デバイス構築とその応用に関する研究」：平成18〜22年度
- 「サスティナブル森林保全用草木系バイオマスガス化発電装置の開発」：平成18〜22年度
- 水素・燃料電池実証プロジェクト「大阪FCV推進会議」会員：平成18～22年度
- 「新たな残留性有機汚染物質のリスク低減をめざした地域環境の創生とゼロエミッション処理技術の開発」：平成19～23年度

### 組織

#### 学部
- 国際学部
  - 国際学科
- スポーツ健康学部
  - スポーツ健康学科
- 経営学部
  - 経営学科
  - 商学科
- 経済学部
  - 経済学科
  - 国際経済学科
- 情報デザイン学部（2025年4月開設予定）
  - 情報システム学科
- 建築・環境デザイン学部（2025年4月開設予定）
  - 建築・環境デザイン学科
    - ものデザインコース
    - 建築デザインコース
    - 環境デザインコース
    - 空間デザインコース
    - 自然デザインコース
    - 都市デザインコース
- システム工学部（2025年4月開設予定）
  - システム工学部
    - 機械システムコース
    - 機械デザインコース
    - 自動車工学コース
    - 鉄道工学コース
    - 交通システムコース
    - 電気電子工学コース
    - 情報電子工学コース
- デザイン工学部（工学部とともに改組）
  - 情報システム学科
  - 建築・環境デザイン学科
  - 環境理工学科
- 工学部（デザイン工学部とともに改組）
  - 機械工学科
  - 交通機械工学科
  - 都市創造工学科
  - 電子情報通信工学科

#### 研究科
- 人間環境学研究科
  - 人間環境学専攻（博士前期課程・博士後期課程）
- 経営・流通学研究科
  - 経営・流通専攻（博士前期課程・博士後期課程）
- 経済学研究科
  - 現代経済システム専攻（博士前期課程）
  - アジア地域経済専攻（博士前期課程・博士後期課程）
- 工学研究科
  - 機械工学専攻（博士前期課程）
  - 交通機械工学専攻（博士前期課程）
  - 都市創造工学専攻（博士前期課程）
  - 電子情報通信工学専攻（博士前期課程）
  - 情報システム工学専攻（博士前期課程）
  - 環境デザイン専攻（博士前期課程）
  - アントレプレナー専攻（博士前期課程）2011年度をもって学生募集停止
  - 生産システム工学専攻（博士後期課程）
  - 環境開発工学専攻（博士後期課程）

## 附属機関
- 産業研究所
- 新産業研究開発センター
- 情報科学センター
- クリエイトセンター
- アジア共同体研究センター

- 大阪産業大学附属高等学校
- 大阪桐蔭中学校・高等学校

## 学生生活

### スポーツ
- ラグビー部は関西大学ラグビーリーグ戦に所属している。2009年度にAグループに初昇格したが、2010年度は再びBグループへ降格となった。
- アメリカンフットボール部の愛称は大阪産業大学ライオンズである。現在は関西学生リーグ・Div.3に所属。
- 硬式野球部は関西圏では強豪であり、関西最大規模の部員数を誇る。現在、阪神大学野球連盟の1部リーグに所属している。
- 男子バレーボール部は西日本インカレ優勝等多数のタイトルを獲得している全国でも有数の強豪である。
- 男子バスケットボール部は2020年度関西学生バスケットボールリーグ戦2部で全勝優勝し、1部昇格となった。

## 主な海外協定大学
- 中国
  - 天津理工大学
  - 上海外国語大学
  - 東北師範大学（人文学院）
  - 中国海洋大学
  - 山東交通学院
  - 河南大学
  - 安徽三聯学院

他
- 韓国
  - 京畿大学校
  - ハンバット大学校
  - 三育大学校
  - ソウル科学技術大学校
  - 忠南大学校
  - 聖公会大学校

他
- アメリカ合衆国
  - ワッコムコミュニティカレッジ

- カナダ
  - ランガラ大学

- イギリス
  - ブライトン大学

他
- ドイツ
  - ヴュルツブルク大学

- ベトナム
  - ベトナム国家大学ホーチミン市工科大学
  - ホーチミン市国家大学
  - ホーチミン市経済大学

- フランス
  - パリ・ラ・ヴィレット建築大学

- タイ
  - カセサート大学

他
- 台湾
  - 国立台中科技大学
  - 国立高雄大学
  - 国立体育大学
  - 義守大学

## 国内単位互換協定校
- 放送大学[2]

## 大学関係者と組織
- 大阪産業大学の人物一覧

## 交通アクセス
- JR西日本学研都市線野崎駅から徒歩15分。
- JR西日本学研都市線住道駅南口徒歩25分。なお、同駅から徒歩3分の場所から専用送迎シャトルバスの利用も可能（有料：50円）。運行は近鉄バスが受託。
- その他、路線バス（近鉄バス）が近鉄奈良線東花園駅・近鉄けいはんな線新石切駅・JR学研都市線住道駅・JR学研都市線四条畷駅との間で頻発しており、これらでも通学可能である。
- 他に、本部キャンパスと生駒キャンパス間には送迎バスを運行。運行は近鉄バスが受託。

## キャンパス・環境
- 幹線道路の近くにあり、通学はその幹線道路を歩かなくてはいけない学生が多い。また、本部キャンパスには高圧電線が通過している。
- キャンパス内は大学生協に代えて、生活彩家や紀伊国屋書店などによる購買店舗がある他、各民間企業が運営する食堂や旅行・不動産代理店などがある。

## 不祥事

### やらせ入試
同大学の入学試験で、附属高校や大阪桐蔭高校の一部の生徒に経営学部の受験を依頼し、大学側が学生に謝礼を渡すなどの「やらせ入試」が行われていたことが判明した。この工作は2009年から実施され、2011年に関連高の教諭が内部告発をしようとしたが、同大学の理事が自宅を訪問して告発しないように説得した。2013年1月、文部科学省に内部告発があり事態が露呈することになった。文部科学省は実態調査に乗り出している。「やらせ入試」は以下の2つの目的で開始された。
補助金目的2008年末に、指定校推薦などで多数の合格者を出し過ぎ、この上さらに一般入試で合格者を出すと、入学者過多となり文部科学省からの補助金が減額される事態となった。これを防ぐために一般入試から入学者を減らす必要が発生し、その手段として入学意志のない学生で合格者名簿を埋めてしまうプランが浮上した 。同大学の附属高校、大阪桐蔭高校の既に進学先が決定していた優秀な成績の学生数十人を選んで教室に集め、担任を通じてやらせ受験が依頼された。これらの学生らに合計36回にわたり大阪産業大学の経営学部の一般入試を受験させた。これにより実際に入学する学生を減らし、2億円の補助金を受けることができた。やらせ受験をした学生には1回あたり5000円が支給された。
偏差値操作目的入学する意志がないが、学力が優秀な学生を多数受験させることにより合格者の平均偏差値を釣り上げる行為を行っていた。系列校の大阪桐蔭高校の学生は学力が高かったため、センター試験の成績のみで同大学を受験できる試験に無料で出願させていた。2012年度には同校を受験した学生は9274人で、うち約1/4が大阪桐蔭高校の学生であった。センター試験利用の入試では受験した3618人のうち62％を系列校の大阪桐蔭高校が占め、合格者では78％にもなったが実際は1人も入学しなかった。同大学は大阪桐蔭高校の学生を偏差値を通じた入試の広報活動として継続的に利用していることを認めた。
本件を皮切りに後述のとおり様々な不祥事が露見または発生しており、2013年7月末には学長の本山美彦が学内のガバナンスの不全と健康上の問題を理由に辞任、後任の瀬島順一郎（再任）も2014年6月に辞職届を提出するなど大学運営に乱れが生じた。
2014年3月、日本私立学校振興・共済事業団は2013年度の経常費補助金を25%減額した。また、大阪府は「管理運営が著しく適正を欠いている」として2013年度の大阪府私立高等学校等経常費補助金を10%減額した。
2017年7月、独断でやらせ受験を行い附属高に支払われた手当を着服した可能性があるなどと大産大に公表された附属高の元教頭が、名誉を毀損されたとして損害賠償を求めた訴訟の判決が大阪地裁であり、「学校法人が組織的に不正行為を行い、責任を元教頭に転嫁した」と指摘し、大産大などに計275万円の支払いを命じた。

### 採用強要
同大の職員に対し、自分の孫を職員採用するよう脅したとしたとして、2013年7月、元理事が強要未遂容疑で逮捕された。

### 成績優秀者特別奨学金の不支給
同大学では成績上位者の学費免除を広報しているが、実際は入学意志のない関連高校の受験者ばかりが対象者となり、近年ではほとんど利用実績がなかった。2012年は成績上位の100名が学費免除対象者となったが、全員が入学意志のない大阪桐蔭高校の学生であり、実際に入学した学生で学費を免除された者は誰もいなかった。

### 理事長らによる巨額損失
1999年から2008年にかけ、同大学の当時の理事長の古谷七五三次（ふるたに・しめじ）及び2人の常務理事が、金融派生商品（デリバティブ）取引などで巨額の損失を生じさせたとして、2013年に大学側が、古谷ら3人に対し約1億9,000万円の支払いを求め、大阪地裁に訴訟を起こした。

### 学生による准教授殺人未遂事件
2014年、デザイン工学部の准教授が担当するゼミの受講生から、刃物で襲われた傷害事件。15号館9階の准教授の研究室で、文化包丁で准教授を刺そうとし、抵抗された際に右手中指の神経やけんを切るけがをさせた疑いがもたれている。

### 教職員社会保険料過少納付問題
学校法人大阪産業大学が、遅くとも1990年から、教職員の年金、医療、介護などの社会保険料を本来の額より過少に納付していることが判明。社会保険料算定の根拠となる教職員への給与から残業代や交通費などを除外していたためで、同法人によると過少になっていた分は累積で10億円を超えるとみられる。教職員が退職後に受け取れる年金額が減るなどの影響が出る。法人は今後、過去の不足分を支払う一方、担当していた幹部職員らの処分を検討。